# Wadham College

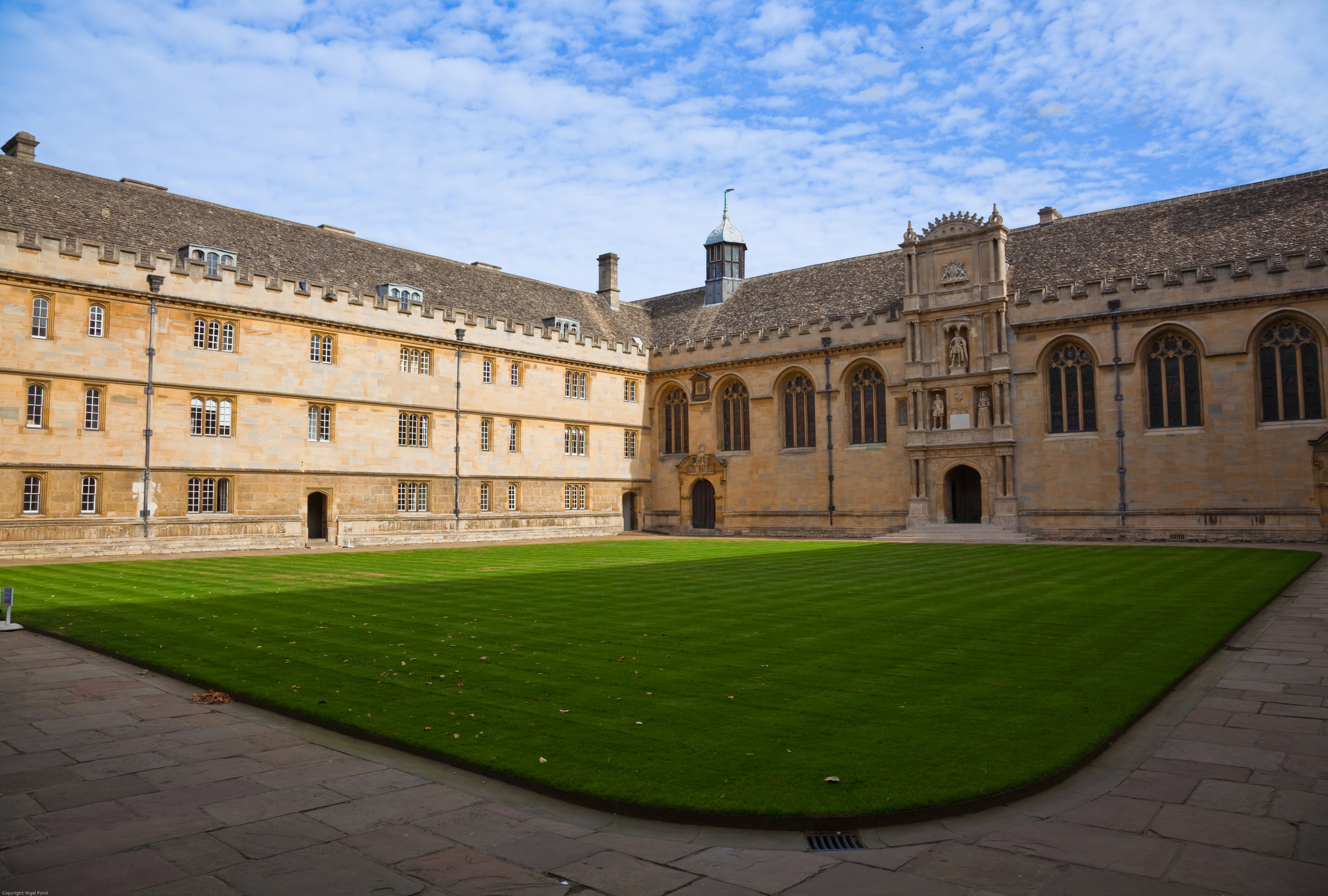

Blason du collège

Wadham College l'un des collèges de l'université d'Oxford au Royaume-Uni. Il a été fondé en 1610 par Dorothy Wadham (née Petre) en mémoire de son époux Nicholas Wadham.

## Historique
Le collège compta parmi ses premiers étudiants Robert Blake ou John Wilmot. Les cours de John Wilkins furent très suivis et ses étudiants, tel Christopher Wren furent à l'origine de la création de la Royal Society en 1662. Laurent Rooke y donna également des cours.
En 1669, le collège acquiert son horloge construite par Joseph Knibb.

## Anciens étudiants
- Lindsay Anderson
- Samuel Barnett,
- Richard Bentley
- Thomas Beecham
- Alan Bullock
- Cecil Day-Lewis
- Robert Caesar Childers
- Marcus du Sautoy
- James Flint
- Michael Foot
- Edith Hall
- Felicity Jones
- Tim McInnerny
- Kamisese Mara
- Jodhi May
- Robert Moses
- Iain Pears
- Rosamund Pike
- Tony Richardson
- Thomas Sprat
- Rowan William

## Professeur ou ancien professeur
- Olivier Hekster (1974 -), historien spécialiste de l'antiquité